# Македонская империя
Македонская империя (греч. Μακεδονική αυτοκρατορία, Makedoniki autokratoría) — современное название для обширного царства македонского царя Александра Великого и его преемников, диадохов, в 334—301 до н. э., созданного после падения Империи Ахеменидов. Со смертью Александра его преемники разделили его империю в ходе серии войн, длившихся с 323 по 301 год до н. э. Борьба между диадохами привела к образованию государства Селевкидов (Сирии), эллинистического Египта, Вифинии, Пергама и Македонии, составлявших эллинистический мир. Македонская империя владела почти всем цивилизованным (на тот момент) миром, за исключением Китая, Индии и части государств в Средиземноморском регионе.

## История

Расширение Македонской Империи (розовый)

Сын Филиппа Александр III (Великий) за время своего правления сумел расширить границы Македонского царства, включив в его состав не только греческие полисы, но и всю Персидскую империю, Древний Египет и частично Индию, и тем самым создав империю. Однако после смерти самого завоевателя она просуществовала недолго, разделённая между его военачальниками — диадохами.
Македония и Греция отошли одному из военачальников по имени Антигон I Одноглазый, основавшему династию Антигонидов. Самую большую часть империи включило государство Селевкидов.

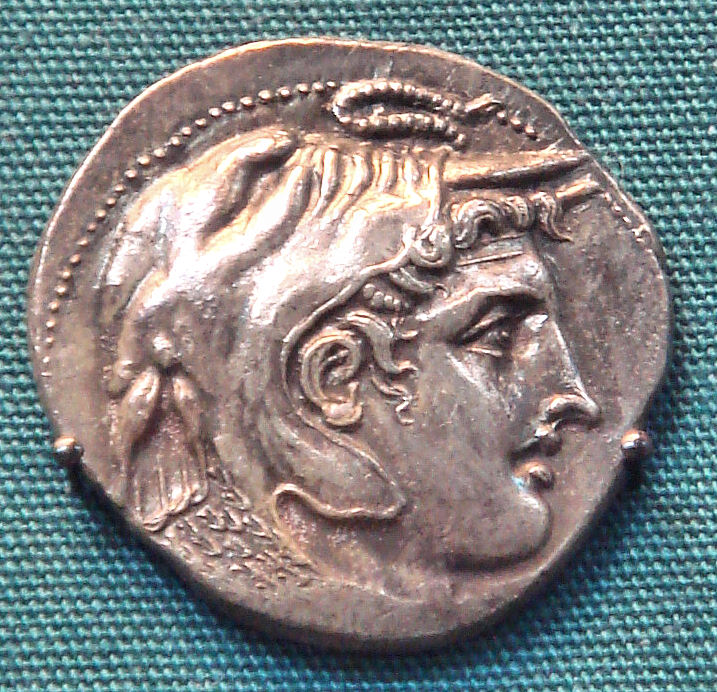
Александр с головой слона, символом его индийских завоеваний

Александр активно пользовался культурным наследием завоеванных держав, но при этом знакомил покоренные народы с культурой Греции и поощрял изучение греческих наук. И хотя новообразованная империя распалась вскоре после смерти Александра, её наследие сохранилось и позволило покоренным народам вступить в эпоху эллинизма. Население эллинистических стран Азии даже во II в. н. э. составляло более четверти населения Земли. Греческое койне более тысячелетия было языком международного общения большинства стран мира.
После своих кампаний Александр начал строительство грандиозного флота для переправки войск на итальянский каблук. Но он не успел реализовать свои планы, так как скончался в 323 году до н. э., после чего империю раздирали внутренние распри между диадохами — бывшими полководцами Александра. Последним номинальным царём Македонской империи был Александр IV Македонский, которого убили в 309 году до н. э. Империя окончательно была разделена между диадохами.

## Территория государства
Империя Александра была основана на личной унии трёх различных суверенных областей: македонского царства, империи Ахеменидов и египетского царства (первоначально владения Ахеменидов).
Кроме того, Александр обладал суверенитетом над большинством греческих городов в Коринфской лиге и над некоторыми балканскими варварскими племенами.
Его империя охватывала как минимум 19 территорий, занимаемых современными государствами (Греция, Северная Македония, Болгария, Турция, Сирия, Иордания, Израиль, Ливан, Кипр, Египет, Ливия, Ирак, Иран, Кувейт, Афганистан, Туркменистан, Таджикистан, Узбекистан и Пакистан) и частично некоторых других на своей периферии (Украина, Румыния, Албания, Армения, Азербайджан и Индия). Между 336 и 324 до н. э. армии Александра Македонского захватили империю Ахеменидов и северо-западную Индию, увеличив площадь с 260.000 до 5,2 млн км² и таким образом всего за двенадцать лет она увеличилась в 20 раз и стала крупнейшей империей античного мира.

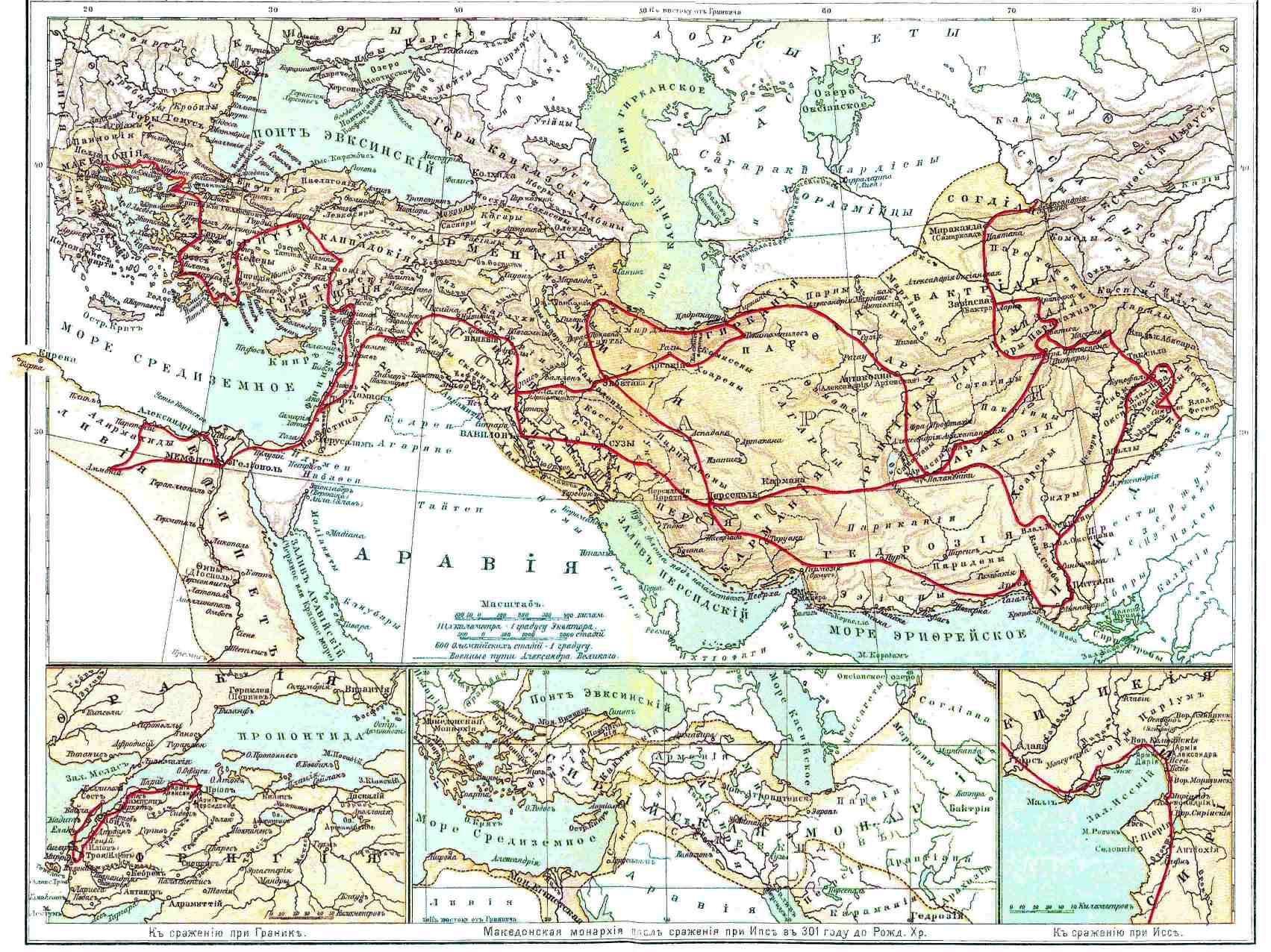
Завоевательные походы и империя Александра Великого. Иллюстрация к статье Александр Великий из энциклопедии Брокгауза и Ефрона

## Мнение древних историков
Древнегреческий историк I века до н. э. Дионисий Галикарнасский так описывает македонскую державу:
«Македонское же государство, уничтожив державу персов, величием мощи превзошло все, что было до него, но расцвет его длился недолго: после смерти Александра оно начало клониться к упадку. Ведь тотчас разъятое на части многочисленными правителями, из диадохов, хотя сохраняя после них ещё силу шествовать впереди всех вплоть до второго или третьего поколения, царство македонян ослабело из-за собственных распрей и, в итоге было сокрушено римлянами. И даже оно не подчинило себе всю землю и все моря, так как оно не сделало подвластной себе Ливию за исключением лишь небольшой области, что находилась рядом с Египтом, и не завоевало всей Европы, но македоняне продвинулись на север лишь до Фракии, а на запад до Адриатического моря».
«Римские древности» Дионисия Галикарнасского.

## В художественной литературе
Основоположником жанра альтернативной истории считается римский историк Тит Ливий, описавший возможную историю противостояния Римской империи и империи Александра Македонского, предположив, что Александр не умер в 323 году до н. э., а продолжил жить и править своей империей.